# Cincpuntisme
Cincpuntisme és el nom amb què es coneix els pactes establerts en els anys 1960 entre el Sindicat Vertical del Franquisme i un sector procedent de la CNT.
Rep el seu nom d'un pacte en què es formulaven cinc punts d'acord i que va ser signat entre juny i juliol de 1965 per membres de la CNT de l'interior (a títol individual) i representants de la Confederació Nacional de Sindicats, un organisme oficial franquista. Al novembre d'aquest mateix any la premsa franquista difonia el contingut d'aquests acords. Mentrestant, la signatura d'aquests acords va ser objecte d'un rebuig majoritari per part de la majoria de les regionals de la CNT de l'interior.
Amb aquesta operació el franquisme perseguia buidar de contingut a la CNT i aprofitar el prestigi històric d'aquesta entre els treballadors per legitimar les organitzacions del Sindicat Vertical.
Entre els cincpuntistes hom pot enumerar Lorenzo Iñigo Granizo, Francisco Royano Fernández, Saturnino Carod, Sebastián Calvo i posteriorment Enric Marco Nadal.
Davant el rebuig majoritari entre els cenetistes (i de forma especial en l'exili) van ser detinguts els membres del Comitè Nacional de la CNT, el Secretari de la qual era llavors Fidel Gorrón. Per primera vegada eren jutjats en la jurisdicció ordinària i no -com era habitual fins al moment en el franquisme- per la militar (com a delicte de rebel·lió).